# Zaschka Muskelkraft-Flugzeug

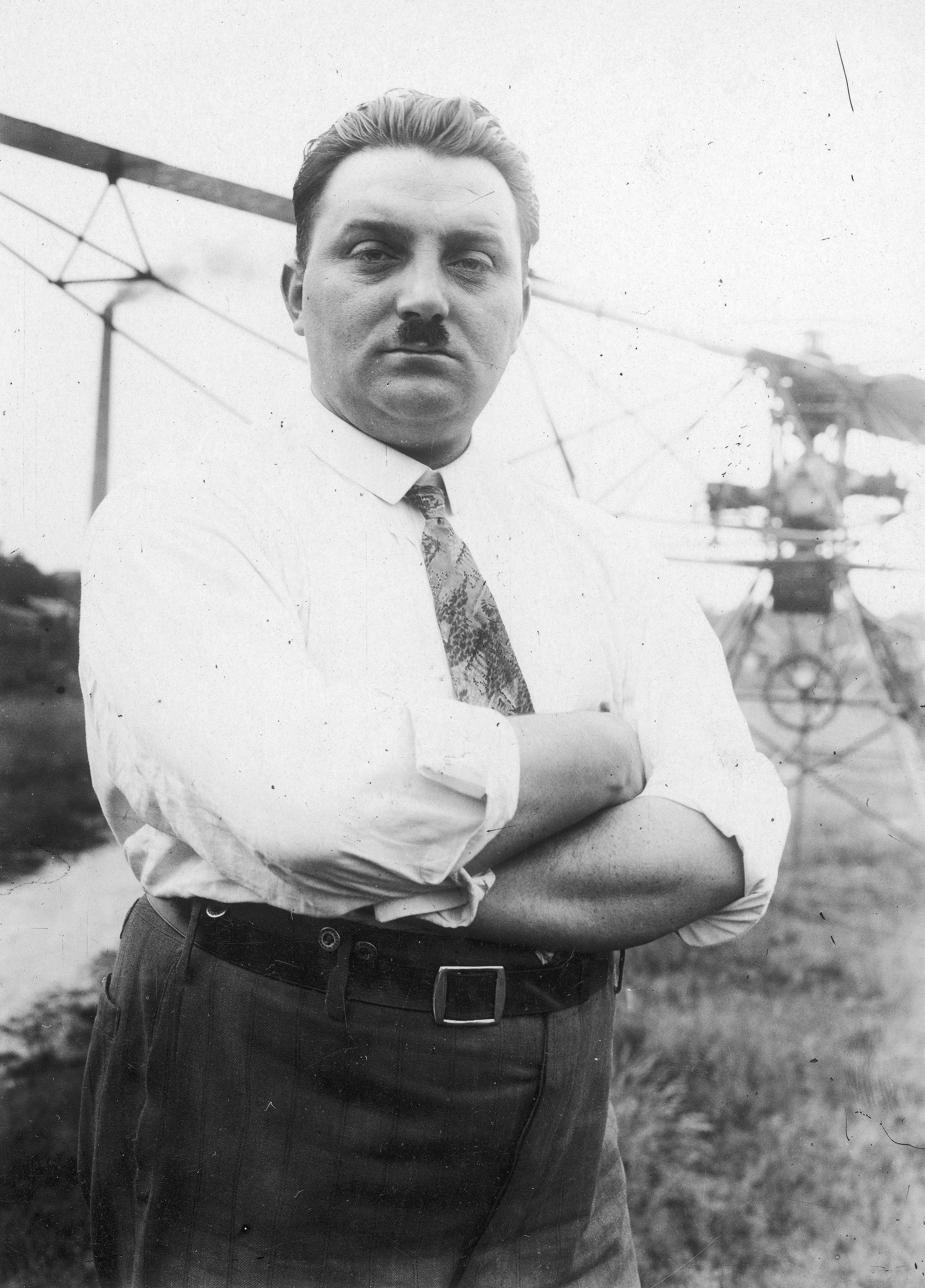
Oberingenieur Engelbert Zaschka, Berlin 1927

Das Zaschka Muskelkraft-Flugzeug (engl. Zaschka Human-Power Aircraft; Zaschka-HPA) war der Versuch eines Muskelkraft-Flugzeugs, das 1934 von dem deutschen Erfinder und Oberingenieur Engelbert Zaschka in Berlin konstruiert und getestet wurde.
Bei der Planung seines Flugzeugs erkannte Zaschka, dass für einen Flug mit Muskelkraft eine große Streckung des Tragflügels bei einer geringen Flächenbelastung von entscheidender Bedeutung ist. Daher stattete er seine Konstruktion mit einem 20 Meter langen, schmalen Flügel aus. Eine Verspannung aus Draht über einen zentralen, senkrechten Holm stabilisierte den Flügel gegen Verformungen. Der Rahmen des Zaschka Muskelkraft-Flugzeugs bestand aus Stahlrohren. Zum Start sollte es durch bis zu vier Männer auf die nominale Fluggeschwindigkeit beschleunigt werden.
Bei Flugversuchen am 11. Juli 1934 konnte Engelbert Zaschka mit dem Flugzeug in Tempelhof ohne fremde Starthilfe Schwebeflüge von 20 Meter Länge erreichen. Für einen dauerhaften Flug war das Flugzeug allerdings zu schwer. Die zu dieser Zeit zur Verfügung stehenden Materialien ließen einen gesteuerten Dauerflug mit Muskelkraft nicht zu. Es dauerte noch 40 Jahre, bis Paul McCready mit dem Gossamer Condor das erste Flugzeug konstruierte, das eine liegende Acht in der Ebene mit Muskelkraft fliegen konnte.

## Bildergalerie

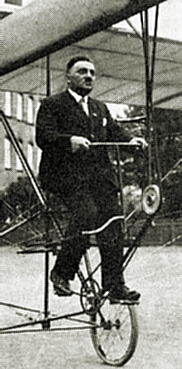
Engelbert Zaschka mit seiner Erfindung, Berlin 1934
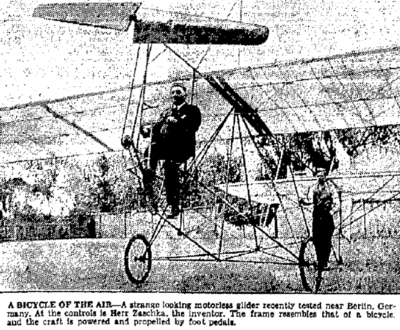
Zaschka Muskelkraft-Flugzeug mit Erfinder, US-amerikanischer Zeitungsbericht, 1934

## TV-Dokumentationen
- Große Ideen – kleine Flops: Geistesblitze von A bis Z. Dokumentation, Deutschland, 2016, 90 Minuten, Autoren: Andreas Kölmel und Jürgen Vogt; Produktion: SWR Fernsehen, Erstsendung: 16. Mai 2016; Informationen zur Dokumentation; Dokumentations-Ausschnitt „Zaschka“: YouTube.